# Герб Сан-Роке-ду-Піку
Ге́рб Са́н-Ро́ке-ду-Пі́ку — офіційний символ містечка Сан-Роке-ду-Піку, Португалія. Використовується як територіальний герб. У срібному щиті два пурпурових виноградних грона з зеленим листям. Низ щита перетятий трьома зеленими хвилястими смугами, по яких пливе чорний кит із золотим контуром. У главі щита яструб натурального кольору, що летить і тримає в лапах португальський щиток. Щит увінчує срібна мурована містечкова корона з чотирма вежами.  Під щитом біла стрічка, на якій великими літерами напис португальською: «vila de S. Roque do Pico» (містечко Сан-Роке-ду-Піку).  Офіційно затверджений 1 червня 1940 року.  

## Галерея

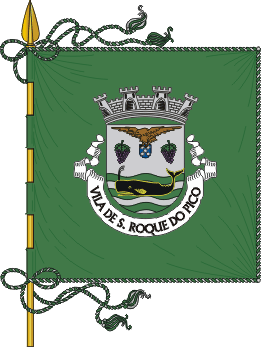
Прапор